# St. Maria und Florian (Waltenhofen)

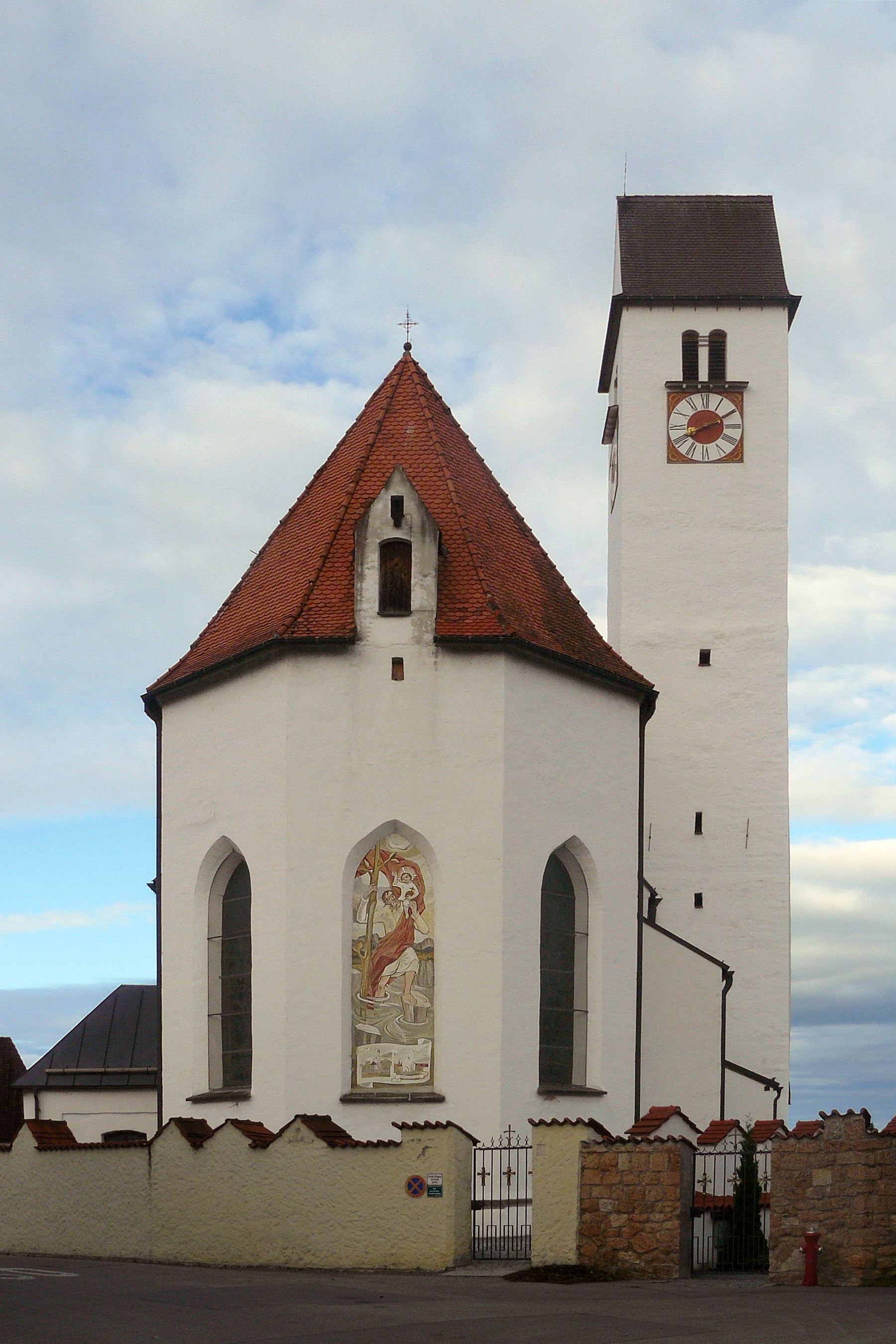
Pfarrkirche St. Maria und Florian

St. Maria und Florian ist eine katholische Pfarrkirche im Schwangauer Ortsteil Waltenhofen. Sie liegt direkt am Ufer des Forggensees.

## Geschichte
Die Pfarrei Waltenhofen wurde 746 vom heiligen Magnus gegründet. An diese Begebenheit erinnert noch heute eine Kapelle gegenüber der Kirche. Der Legende nach hängte Magnus sein Kreuz an einen Apfelbaum, und kennzeichnete damit den heiligen Ort für den Kirchenbau. Noch im selben Jahr 746 wurde die erste Kirche durch den Bischof Wikterp von Augsburg geweiht. Der hl. Tosso, der spätere Nachfolger Wikterps, wurde daraufhin erster Pfarrer Waltenhofens.
1206 gab das Kloster St. Mang in Füssen die Patronatsrechte an das Bistum Augsburg ab. Im Mittelalter fand vermutlich mehrmals eine Vergrößerung der Kirche statt. Dadurch wurde auch die Gruft der Ritter von Schwangau überbaut. Urkundlich belegt ist aber lediglich ein Erweiterungsbau, der am 29. Oktober 1520 durch den damaligen Augsburger Weihbischof Heinrich zu Ehren der Jungfrau Maria und dem heiligen Florian geweiht wurde. Ein so frühes Florians-Patronat ist im Allgäu selten. St. Florian wird gegen Feuer und Überschwemmungen zu Hilfe gerufen.
1712 wurde der Chor von Johann Franz Marazy aus Ettal renoviert und neu stuckiert. Drei Jahre später, 1715, wurde die Holzdecke in der Kirche durch eine stuckierte Flachdecke ersetzt. Kronprinz Maximilian ließ sich 1837 ein kleines Oratorium in die Kirche einbauen. Seine Witwe Marie Friederike, Prinzessin von Preußen und Königin von Bayern, die Mutter König Ludwigs II. und seines Bruders Otto, konvertierte am 12. Oktober 1874 in der Pfarrkirche St. Maria und Florian zum römisch-katholischen Glauben. Daran erinnert eine Gedenktafel im Altarraum.
Letzte Renovierungen fanden 1971/72 (außen), 1978 (innen) und 1990/91 (innen) statt.

## Ausstattung

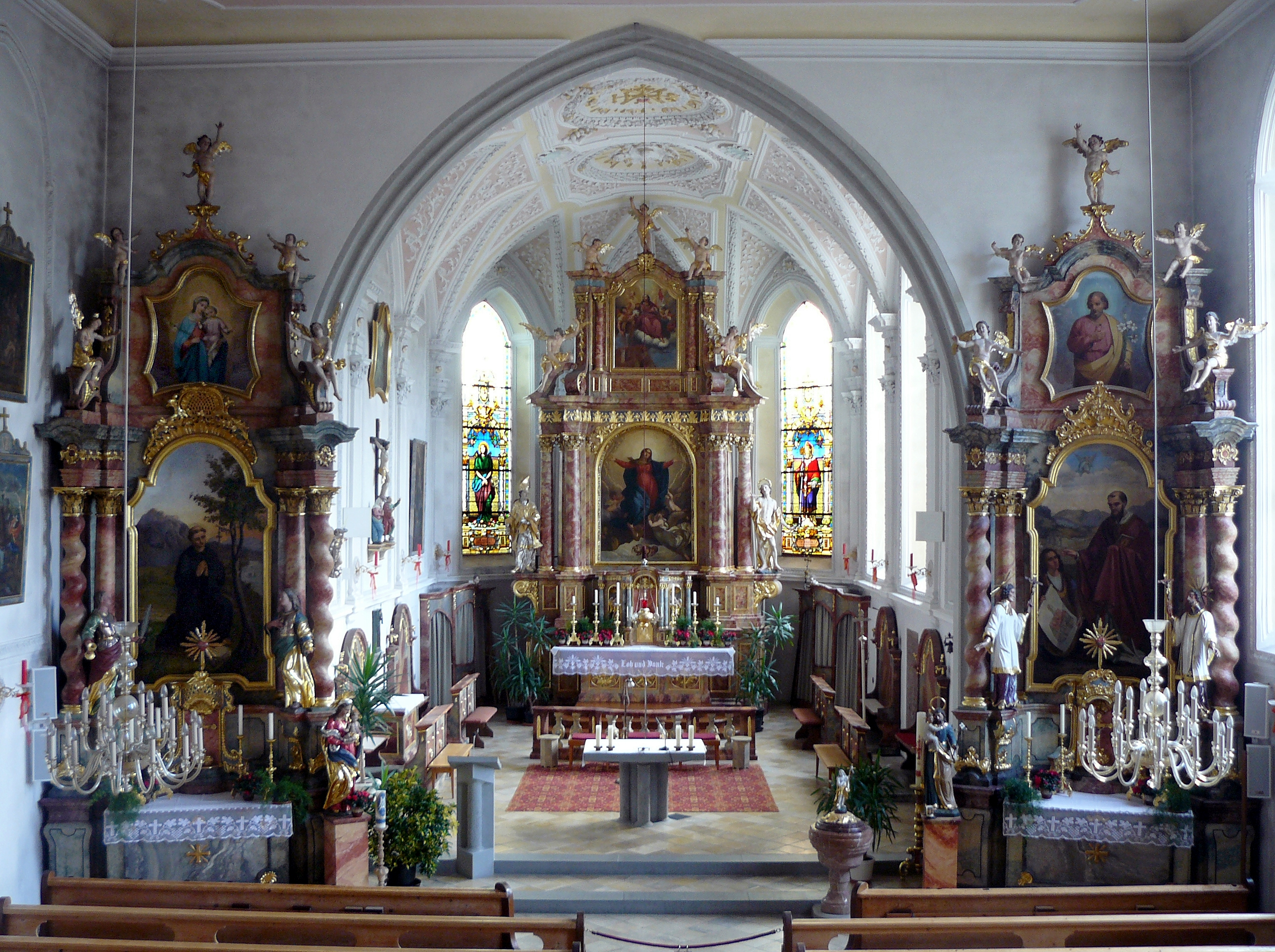
Innenraum der Pfarrkirche

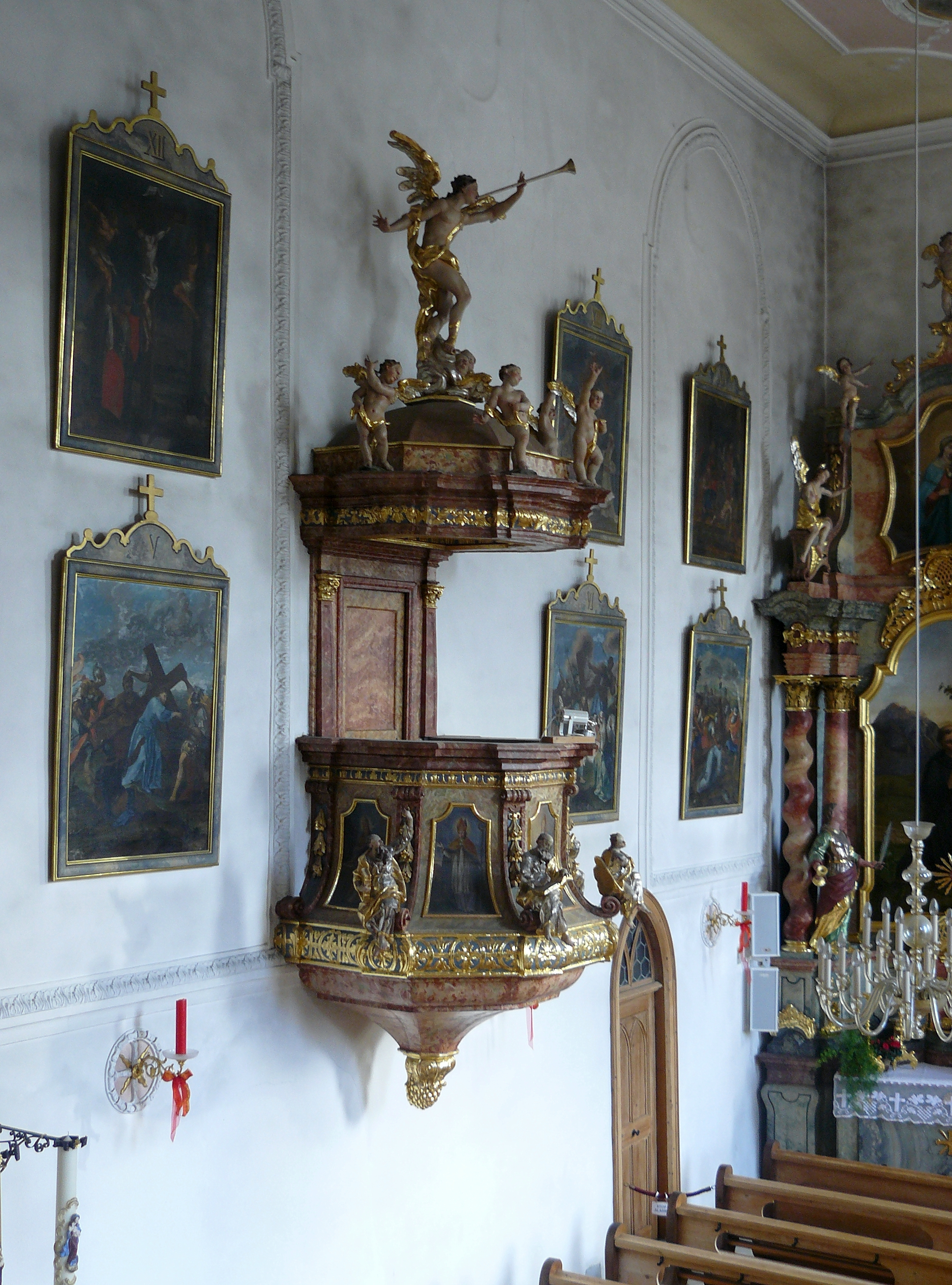
Kanzel

1721 kam der heutige Hochaltar mit den lebensgroßen Statuen des heiligen Tosso und des heiligen Sebastian von dem Füssener Bildhauer Anton Sturm in die Kirche. Das Hochaltarbild, das die Himmelfahrt Marias zeigt, schuf der Künstler Wiederhut 1862.
Der linke Seitenaltar wurde 1749 von Josef Stehle geschaffen, der rechte 1760 von Jakob Gebier. Die Bilder auf beiden Seitenaltären stammen ebenfalls von Wiederhut (1863).
Das Kruzifix aus dem 16. Jahrhundert soll bei einem Lechhochwasser angeschwemmt worden sein. Die Kanzel stammt von 1720. Die Bilder an der Langhausdecke stammen von Johann Scherer (1891) und zeigen die Verkündigung Marias, Jesu Geburt, die heiligen drei Könige sowie die vier Evangelisten und sechs weitere Propheten.
Die Orgel stammt aus dem Jahr 1968.